# Galium tanganyikense
Galium tanganyikense là một loài thực vật có hoa trong họ Thiến thảo. Loài này được Ehrend. & Verdc. mô tả khoa học đầu tiên năm 1973.